# Cooperativa de consumidores y usuarios

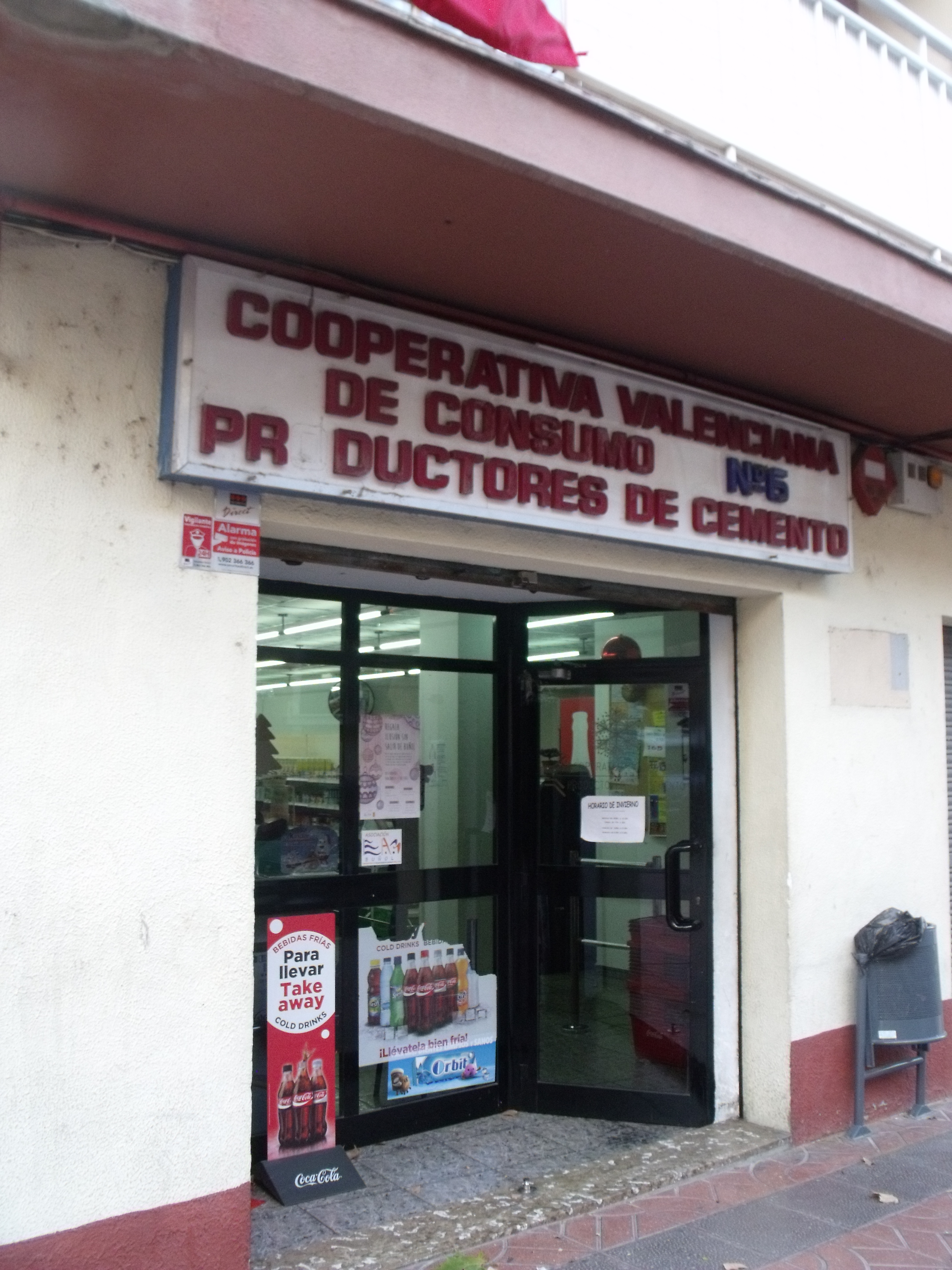
Cooperativa de consumo constituida por los obreros de la cementera de Buñol.

Una cooperativa de consumo es un tipo de cooperativa cuyo fin es el de satisfacer las necesidades de sus socios, como la compra conjunta de determinados productos, la prestación de servicios personales, etc., ejerciendo su derecho a organizarse para autoabastecerse de material en las mejores condiciones posibles de calidad y precio. 
En conclusión, da a entender que su objeto es ser fuente de servicio de los trabajadores.